# Circonscription de la Thesprotie
La circonscription de la Thesprotie (en grec Εκλογική περιφέρεια Θεσπρωτίας) est une circonscription législative de la Grèce. Elle correspond au territoire du nome de Thesprotie. Elle compte 62 706 électeurs inscrits en janvier 2015.

Situation de la circonscription de la Thesprotie

## Élections législatives de mai 2012

### Résultats
La circonscription de la Thesprotie élit un seul député en mai 2012. Les élections ont lieu au scrutin proportionnel plurinominal avec prime majoritaire et un seuil de représentation de 3 % des suffrages exprimés au niveau national.
32 949 électeurs se sont exprimés sur 61 893 inscrits, soit un taux de participation de 53,24 %. Vingt-deux listes étaient candidates dans la circonscription.
| Rang | Liste                              | Nombre de voix | Pourcentage des voix | Nombre de sièges |
| ---- | ---------------------------------- | -------------- | -------------------- | ---------------- |
| 1    | Nouvelle Démocratie                | +7 942,        | 24,80 %              | 1                |
| 2    | Mouvement socialiste panhellénique | +6 382,        | 19,93 %              | 0                |
| 3    | SYRIZA                             | +4 437,        | 13,85 %              | 0                |
| 4    | Grecs indépendants                 | +2 688,        | 8,39 %               | 0                |
| 5    | Parti communiste de Grèce          | +1 940,        | 6,06 %               | 0                |
| 6    | Gauche démocrate                   | +1 936,        | 6,05 %               | 0                |
| 7    | Aube dorée                         | +1 870,        | 5,84 %               | 0                |

### Députés

#### Nouvelle Démocratie
La liste de la Nouvelle Démocratie est en tête et remporte l'unique siège de la circonscription.
| Rang | Nom            | Nombre de voix |
| ---- | -------------- | -------------- |
| 1    | Antonios Bézas | +3 740,        |

## Élections législatives de juin 2012

### Résultats
La circonscription de la Thesprotie élit un seul député en juin 2012. Les élections ont lieu au scrutin proportionnel plurinominal avec prime majoritaire et un seuil de représentation de 3 % des suffrages exprimés au niveau national.
31 736 électeurs se sont exprimés sur 60 937 inscrits, soit un taux de participation de 52,08 %. Seize listes étaient candidates dans la circonscription.
| Rang | Liste                              | Nombre de voix | Pourcentage des voix | Nombre de sièges |
| ---- | ---------------------------------- | -------------- | -------------------- | ---------------- |
| 1    | Nouvelle Démocratie                | +10 734,       | 34,23 %              | 1                |
| 2    | SYRIZA                             | +07 311,       | 23,32 %              | 0                |
| 3    | Mouvement socialiste panhellénique | +05 486,       | 17,50 %              | 0                |
| 4    | Gauche démocrate                   | +01 750,       | 5,58 %               | 0                |
| 5    | Grecs indépendants                 | +01 681,       | 5,36 %               | 0                |
| 6    | Aube dorée                         | +01 653,       | 5,27 %               | 0                |
| 7    | Parti communiste de Grèce          | +01 074,       | 3,43 %               | 0                |

### Députés

#### Nouvelle Démocratie
La liste de la Nouvelle Démocratie est en tête et remporte l'unique siège de la circonscription.
| Rang | Nom            |
| ---- | -------------- |
| 1    | Antonios Bézas |

## Élections législatives de janvier 2015

### Résultats
La circonscription de la Thesprotie élit deux députés en janvier 2015. Les sièges sont répartis à l'issue d'un scrutin proportionnel plurinominal avec prime majoritaire entre les listes ayant obtenu au moins 3 % des suffrages exprimés au niveau national.
31 827 électeurs se sont exprimés sur 62 706 inscrits, soit un taux de participation de 50,76 %. Parmi les quinze listes candidates, deux listes obtiennent chacune un siège dans la circonscription.
| Rang | Liste                                | Nombre de voix | Pourcentage des voix | Nombre de sièges |
| ---- | ------------------------------------ | -------------- | -------------------- | ---------------- |
| 1    | Nouvelle Démocratie                  | +11 687,       | 37,61 %              | 1                |
| 2    | SYRIZA                               | +11 156,       | 35,90 %              | 1                |
| 3    | Mouvement socialiste panhellénique   | +01 698,       | 5,46 %               | 0                |
| 4    | La Rivière                           | +01 339,       | 4,31 %               | 0                |
| 5    | Parti communiste de Grèce            | +01 169,       | 3,76 %               | 0                |
| 6    | Aube dorée                           | +01 143,       | 3,68 %               | 0                |
| 7    | Mouvement des socialistes démocrates | +00991,        | 3,19 %               | 0                |
| 8    | Grecs indépendants                   | +00754,        | 2,43 %               | 0                |

### Députés
La répartition des sièges au sein de chaque liste élue dépend du nombre de voix obtenues individuellement par chaque candidat, suivant le système du vote préférentiel. Dans la circonscription de la Thesprotie, les listes peuvent comporter jusqu'à deux candidats. Les électeurs peuvent exprimer un vote préférentiel pour l'un des candidats sur la liste pour laquelle ils votent.

#### Nouvelle Démocratie
La liste de la Nouvelle Démocratie est en tête et obtient un siège.
| Rang | Nom                 | Nombre de voix |
| ---- | ------------------- | -------------- |
| 1    | Vassilios Giogiakas | +4 533,        |

#### SYRIZA
La liste de la SYRIZA est deuxième et obtient un siège.
| Rang | Nom           | Nombre de voix |
| ---- | ------------- | -------------- |
| 1    | Marios Katsis | +4 324,        |